# Phoenicoprocta insperata
Phoenicoprocta insperata là một loài bướm đêm thuộc phân họ Arctiinae, họ Erebidae.